# Sturnira
Sturnira é um gênero de morcegos da família Phyllostomidae, subfamília Stenodermatinae. É o único gênero na tribo Sturnirini.

## Espécies
- Sturnira aratathomasi Peterson & Tamsitt, 1968
- Sturnira bidens (Thomas, 1915)
- Sturnira bogotensis Shamel, 1927
- Sturnira erythromos (Tschudi, 1844)
- Sturnira koopmanhilli McCarthy, Albuja & Alberico, 2006
- Sturnira lilium (É. Geoffroy, 1810)
- Sturnira ludovici Anthony, 1924
- Sturnira luisi Davis, 1980
- Sturnira magna de la Torre, 1966
- Sturnira mistratensis Vega & Cadena, 2000
- Sturnira mordax (Goodwin, 1938)
- Sturnira nana Gardner & O'Neill, 1971
- Sturnira oporaphilum Tschudi, 1844
- Sturnira sorianoi Sánchez-Hernández et al., 2005
- Sturnira thomasi de la Torre & Schwartz, 1966
- Sturnira tildae de la Torre, 1959
- Referências

1. ↑  «Mammal Species of the World - Browse: Sturnira». www.departments.bucknell.edu. Consultado em 22 de janeiro de 2021